# Protallocoxa weddellense
Protallocoxa weddellense är en kräftdjursart som beskrevs av Schultz 1978. Protallocoxa weddellense ingår i släktet Protallocoxa och familjen Stenetriidae. Inga underarter finns listade i Catalogue of Life.